# 寺田学
寺田 学（てらた まなぶ、1976年9月20日 - ）は、日本の政治家。立憲民主党所属の衆議院議員（7期）。
内閣総理大臣補佐官（行政改革及び社会保障・税一体改革等担当）（野田第1次改造内閣・野田第2次改造内閣・野田第3次改造内閣）、内閣総理大臣補佐官（行政刷新及び広報担当）（菅直人第1次改造内閣・菅直人第2次改造内閣）、内閣総理大臣補佐官（国家戦略、行政刷新担当）（菅直人内閣）などを歴任。
父は参議院議員や秋田県知事などを歴任した寺田典城。母方の祖父は秋田県議会議員を務めた寺田栄四郎。妻は参議院議員の寺田静。

## 来歴
秋田県横手市生まれ。横手市立横手南小学校、横手市立横手南中学校、秋田県立横手高等学校普通科、中央大学経済学部卒業。その後、三菱商事に入社。
2003年、第43回衆議院議員総選挙に秋田1区から民主党公認で出馬し、保守新党の前職佐藤敬夫、無所属の石川錬治郎らを破り、当時最年少で初当選。2004年、民主党秋田県連代表に就任（～2009年）。
2005年9月11日の第44回衆議院議員総選挙では小泉旋風に乗る自由民主党の二田孝治を約9千票差で下し、再選（二田も比例復活）。同年9月12日、民主党代表の岡田克也が、総選挙大敗の責任をとり辞任を表明。岡田の辞任に伴う代表選挙（9月17日実施）では菅直人の推薦人に名を連ね、かつ選挙対策本部事務局長を務めた。
2006年3月31日、民主党代表の前原誠司が、堀江メール問題の責任をとり辞任を表明。前原の辞任に伴う代表選挙（4月7日実施）では菅直人の推薦人に名を連ねた。
2009年の第45回衆議院議員総選挙では、秋田1区で3万票超の大差をつけ、二田に比例復活すら許さず3選。同年11月、鳩山由紀夫内閣の下で設置された行政刷新会議の「事業仕分け」第1弾で、第1ワーキンググループ（総務省・国土交通省関連）の主査（リーダー）を務める。同年11月の民主党秋田県連代表選挙には出馬せず、新代表に就いた参議院議員の松浦大悟の下で県連幹事長に就任。
2010年6月、菅直人内閣で、内閣総理大臣補佐官（行政刷新及び広報担当）及び副幹事長に起用。
2011年3月26日、福島第一原子力発電所事故への対応に馬淵澄夫が内閣総理大臣補佐官に起用され、内閣法による補佐官の定員5人を越えたため、内閣総理大臣補佐官を退任。
2012年2月10日、復興庁発足に伴う復興大臣等の人事が行われ、再び内閣総理大臣補佐官（行政改革及び社会保障・税一体改革等担当）に起用された。同年12月の第46回衆議院議員総選挙では、秋田1区で自民党新人の冨樫博之に敗れ、比例復活もならず落選。
2013年3月15日、秋田市長選挙に出馬する意向を表明。秋田市長選出馬に伴い民主党を離党し無所属で立候補したが、現職の穂積志に敗れ、落選。
2014年12月14日、第47回衆議院議員総選挙で秋田1区から民主党公認で立候補し再び冨樫に敗れるも、重複立候補していた比例東北ブロックで復活し、4選。2年ぶりに国政へ復帰した。
2015年1月に行われた民主党代表選挙では、元代表・岡田克也の推薦人に名を連ねた。
2016年2月24日、民主党と維新の党の合併に関する執行部の動きに反発し、広報委員長を辞任。同年3月27日、民主党と維新の党が合流して結成された民進党に参加した。同年9月15日の民進党代表選挙では玉木雄一郎の推薦人に名を連ねた。
2017年9月1日に行われた民進党代表選挙では菅直人や有田芳生らとともに枝野幸男の推薦人となった。
同年9月26日、元参議院議員の松浦大悟が希望の党に対し秋田1区の公認申請をしていたことが明らかとなった。民進党と希望の党は調整の末、1区から民進公認予定の寺田を降ろし、コスタリカ方式により比例東北ブロック単独1位とすることを決定。希望の党の第1次公認発表のあった10月3日、寺田は秋田県庁で記者会見し「自民を倒そうと戦ってきた仲間が、野党が割れてでも出ようとしたことは残念だ」と松浦への不快感を隠さなかった。10月22日、第48回衆議院議員総選挙が実施され、5選。松浦は秋田1区で冨樫博之に敗れ、比例復活もならず落選した。
同年11月10日に行われた希望の党共同代表選挙では、憲法9条堅持派の大串博志を支持した。
2018年5月に民進党と希望の党が合流して新党国民民主党が結成されたが、不参加を表明し無所属となった。同年9月25日に立憲民主党の院内会派「立憲民主党・市民クラブ」に加入し、立憲民主党の国会対策委員長特別補佐に任命された。
2019年2月19日の衆議院予算委員会において、桜田義孝五輪担当大臣（当時）が池江璃花子の病状に関する不適切な発言をしたことを追及し、その中で母親が白血病になっていることを告白した。
2020年9月10日に行われた旧立憲民主党と旧国民民主党の合流新党の代表選挙では泉健太の推薦人に名を連ねた。希望の党からの比例当選の議員であったため、前回選挙で比例区に存在した立憲民主党に入党することは法的にできなかったが、9月15日に新「立憲民主党」が成立すると、これに参加した。
2021年10月31日の第49回衆議院議員総選挙に立憲民主党公認で立候補。冨樫に敗れるも、比例復活で6選。枝野幸男代表の辞任に伴う代表選挙（11月30日実施）では小川淳也の推薦人に名を連ねた。
2024年2月29日、自民党の裏金問題を審議するため、岸田総理らが出席し、完全公開で衆議院政治倫理審査会が開催され、筆頭幹事として出席した。
9月23日に実施された代表選挙では野田佳彦の推薦人に名を連ねた。
10月27日の第50回衆議院議員総選挙では、872票差（惜敗率98.56%）で冨樫に敗れるも比例復活で7選。

## 政策・主張

### 憲法
- 憲法改正について、2021年のNHKのアンケートで「どちらともいえない」と回答[28]。

- 9条改憲について、2014年の毎日新聞社のアンケートで「賛成」と回答[29]。憲法9条への自衛隊の明記について、2021年のNHKのアンケートで「反対」と回答[28]。

- 憲法を改正し緊急事態条項を設けることについて、2021年の毎日新聞社のアンケートで「反対」と回答[30]。

### 外交・安全保障
- 敵基地攻撃能力の保有について、2021年の毎日新聞社のアンケートで「反対」と回答[30]。

- 普天間基地の辺野古移設をめぐる政府と沖縄県の対立をどう考えるかとの問いに対し、2021年の毎日新聞社のアンケートで「政府は埋め立てをいったん中断して、沖縄県と話し合うべきだ」と回答[30]。

- 徴用工訴訟などの歴史問題をめぐる日韓の関係悪化についてどう考えるかとの問いに対し、2021年の毎日新聞社のアンケートで「政府の今の外交方針でよい」と回答[30]。

- 日本による過去の植民地支配と侵略を認めて謝罪した「村山談話」の見直し論議について、2014年の毎日新聞社のアンケートで「見直すべきでない」と回答[29]。

- 従軍慰安婦に対する旧日本軍の関与を認めた「河野談話」の見直し論議について、2014年の毎日新聞社のアンケートで回答しなかった[29]。

- 2015年7月、学生団体SEALDsが呼びかけで開かれた「戦争法案に反対する国会前抗議行動」に参加した。

### ジェンダー
- 選択的夫婦別姓制度の導入について、2021年のNHKのアンケートで「賛成」と回答[28]。

- 同性婚を可能とする法改正について、2021年のNHKのアンケートで「賛成」と回答[28]。「同性婚を制度として認めるべきだと考るか」との同年の毎日新聞社のアンケートに対し「認めるべき」と回答[30]。

- クオータ制の導入について、2021年のNHKのアンケートで「どちらかといえば賛成」と回答[28]。同年の毎日新聞社のアンケートで「賛成」と回答[30]。

### その他
- 「原子力発電への依存度について今後どうするべきか」との問題提起に対し、2021年のNHKのアンケートで「ゼロにすべき」と回答[28]。

- 10％の消費税率について、2021年の毎日新聞社のアンケートで「当面は10％を維持すべき」と回答[30]。

- 森友学園への国有地売却をめぐる公文書改竄問題で、2021年5月6日、国は「赤木ファイル」の存在を初めて認めた[31]。しかし5月13日、菅義偉首相はファイルの存在を踏まえた再調査を行わない考えを報道各社に書面で示した[32]。9月の自民党総裁選挙で総裁に選出された岸田文雄も10月11日、衆議院本会議の代表質問で再調査の実施を否定した[33]。国の対応をどう考えるかとの同年の毎日新聞社のアンケートに対し「さらに調査や説明をすべき」と回答[30]。

- 「『道徳』を小中学校の授業で教え、子供を評価することに賛成か、反対か」との問いに対し、2014年の毎日新聞社のアンケートで「反対」と回答[29]。

- 永住外国人への地方選挙権付与について、2009年のアンケートで「どちらかと言えば賛成」と回答[34]。

- 2006年5月23日、国立国会図書館法の一部を改正する法律案を提出した[35]。

- 2020年3月12日、新型インフルエンザ等対策特別措置法改正案の衆議院本会議議決において反対票を投じた[36]。

## 人物
- 民主党政権時代は菅直人当時首相の最側近の一人であり、菅が会長を務める国のかたち研究会に所属していた[37][38][39]。
- 2003年8月、寺田は民主党秋田県連が募集した第43回衆議院議員総選挙の候補者公募に応募し、秋田1区での公認が内定した。しかし、日本労働組合総連合会（連合）秋田がこの決定に疑問を呈し、寺田は県連への不信感を表明。一旦は公認を辞退する構えを見せたが、この騒動の責任を取る形で秋田県連の三役が更迭され、県連は執行部を刷新。同年の総選挙で寺田は民主党の公認を受け、秋田1区で初当選した。
- 2005年の第44回衆議院議員総選挙における身内業者で購入したガソリン代の公費請求が不適切だったと総務省に指摘され、返納した[40]。
- 2009年4月、父・寺田典城の引退に伴う秋田県知事選挙では、民主党秋田県連は元秋田県小坂町長の川口博を擁立するが、社会民主党や連合がこれに反発[41]。社民党は自民党が擁立した元秋田市長の佐竹敬久を支持し、佐竹が当選した。
- 2009年7月、知事選で同県連が擁立・支持した前小坂町長の川口博を秋田2区の総選挙に擁立するため、民主党秋田県連の総務会長[42]や同県連2区常任幹事13人中12人[43]が集団離党する事態に発展した。
- 2019年3月7日、同年7月21日の参議院議員選挙に寺田や川口博の秘書を10年余り務めた妻の寺田静が、立憲民主党、国民民主党、社会民主党、連合秋田などからの出馬要請を受け、秋田県選挙区から無所属で立候補しする意向を表明。選挙の結果、自民党現職の中泉松司を破り初当選を果たした[44][45][46]。
- 2010年5月21日、公益法人などが対象の事業仕分け第2弾後半の作業で、宝くじ関連の公益法人3団体が行っている4事業について、「廃止」と判定した。そのうえで、「総務相は、無駄な広報宣伝事業などの問題が解決するまでは、宝くじ販売を認めるべきではない」と発言し取りまとめた。この発言に対して産経新聞のコラム産経抄は「総務省OBの天下り役員に2千万円前後の給与が払われているのも問題だが大人気ない」としている[47]。また、「地方の自由だろ！」「宝くじを買う楽しみを奪うな！」[48]などの声が上がった。この宝くじ発売中止取りまとめに対して行政刷新大臣の枝野幸男や総務大臣の原口一博が直ちに発売をやめる考えはないと発表したことに対し、寺田は「問題点は明確なので直ちに改革案を出して（もらって）、今までどおり宝くじが皆さんの楽しみのために使われる形にもって行きたい」と語った[49]。
- JR総連から組織推薦候補として支援を受けている[50]。

## 選挙歴
| 当落 | 選挙                   | 執行日         | 年齢 | 選挙区              | 政党       | 得票数    | 得票率 | 定数 | 得票順位 /候補者数 | 政党内比例順位 /政党当選者数 |
| ---- | ---------------------- | -------------- | ---- | ------------------- | ---------- | --------- | ------ | ---- | ------------------ | ---------------------------- |
| 当   | 第43回衆議院議員総選挙 | 2003年11月09日 | 27   | 秋田1区             | 民主党     | 6万8586票 | 44.12% | 1    | 1/4                | /                            |
| 当   | 第44回衆議院議員総選挙 | 2005年09月11日 | 28   | 秋田1区             | 民主党     | 7万7135票 | 44.40% | 1    | 1/4                | /                            |
| 当   | 第45回衆議院議員総選挙 | 2009年08月30日 | 32   | 秋田1区             | 民主党     | 9万3097票 | 51.86% | 1    | 1/5                | /                            |
| 落   | 第46回衆議院議員総選挙 | 2012年12月16日 | 36   | 秋田1区             | 民主党     | 4万9243票 | 31.36% | 1    | 2/5                | /                            |
| 落   | 2013年秋田市長選挙     | 2013年4月7日   | 36   |                     | 無所属     | 5万4491票 | 42.56% | 1    | 2/3                | /                            |
| 比当 | 第47回衆議院議員総選挙 | 2014年12月14日 | 38   | 比例東北（秋田1区） | 民主党     | 5万7782票 | 40.92% | 14   | 2/4                | 3/4                          |
| 当   | 第48回衆議院議員総選挙 | 2017年10月22日 | 41   | 比例東北            | 希望の党   |           |        | 13   | /                  | 1/3                          |
| 比当 | 第49回衆議院議員総選挙 | 2021年10月31日 | 45   | 比例東北（秋田1区） | 立憲民主党 | 7万2366票 | 48.14% | 13   | 2/2                | 2/4                          |
| 比当 | 第50回衆議院議員総選挙 | 2024年10月27日 | 48   | 比例東北（秋田1区） | 立憲民主党 | 5万9515票 | 41.15% | 12   | 2/4                | 2/4                          |